# Steinfischbach
Steinfischbach ist ein Ortsteil der Gemeinde Waldems im südhessischen Rheingau-Taunus-Kreis.

## Geographische Lage
Steinfischbach liegt im östlichen Hintertaunus des Naturpark Rhein-Taunus. Umgeben von Mischwäldern liegt das Dorf in einer von Südwesten nach Nordosten verlaufenden Talmulde. Am südlich Ortsrand verläuft der Fischbach, der oberhalb von Steinfischbach, östlich in Richtung Reinborn entspringt. Er nimmt seinen Lauf durch den Langewiesengrund, passiert den Langewiesenteich und mündet zwischen Esch und Walsdorf in den Emsbach. Die Höhenlage der Gemarkung liegt bei 300 Meter im Tal des Fischbachs und erreicht bis 500 Meter über NN in den nördlich und östlichen Erhebungen. Der höchste Punkt in der Gemarkung liegt nordöstlich zur Tenne bei einer Höhe von 495 m ü. NN. Weitere Erhebungen sind der Häuserstein (471 m ü. NN) nahe der Landstraße L3031 und der Vogelskipfel (455 m ü. NN) östlich der Ortslage.
Von den höher gelegenen Stellen am Dorfrand besteht bei klarem Wetter eine weite Fernsicht nach Südwesten und Westen über die Idsteiner Senke und den Goldenen Grund. Der Blick reicht nach Südwesten zum westlichen Hochtaunus, mit der Hohen Wurzel und weiter westlich erhebt sich im Taunushauptkamm das Rheingaugebirge. Nach Westen über den Goldenen Grund zum westlichen Hintertaunus mit dem Kemeler Rücken.
Nachbarorte sind Dombach (nordwestlich), Riedelbach (nördlich), Reichenbach (östlich), Niederems und Reinborn (südlich) und Esch (südwestlich).

## Geschichte
Der Ort wurde 1156 erstmals schriftlich in einer Urkunde des Erzbischofs Arnold von Mainz unter dem Namen „Vispach“ erwähnt. 1301 hatten die Herren von Reifenberg die Untervogtei inne. 1311 wird ein Zentgericht erwähnt. 1538 verfügten die Herren von Isenburg über Leibeigene in Steinfischbach. 1508 gehört Reichenbach mit Kapelle zum Kirchspiel Steinfischbach und wahrscheinlich auch Mauloff und Wüstems. 1510 hatten die Herren von Reichenberg das Patronatsrecht inne. 1557 war das Dorf dem Amt Altweilnau zugeordnet, welches ab 1659 zu Nassau-Usingen eingegliedert wurde. 1816 kam Steinfischbach zum neugeschaffenen Amt Idstein im Herzogtum Nassau. Von 1867 bis 1886 gehörte der Ort zum Untertaunuskreis in Hessen-Nassau. 1886 gliederte sich das Dorf dem Landkreis Usingen an, kam 1932 zum Untertaunuskreis und 1933 wieder zum Kreis Usingen zurück. Im Rahmen der Gebietsreform in Hessen im Jahr 1972 schloss sich das Dorf mit den bis dahin selbständigen Gemeinden Bermbach, Esch, Niederems (mit Reinborn), Reichenbach, und Wüstems zur Gesamtgemeinde Waldems im Untertaunuskreis zusammen. 1977 wurde der Untertaunuskreis mit dem Rheingaukreis zum Rheingau-Taunus-Kreis zusammengeschlossen.
Einige gegrabene Brunnen sind in einzelnen Bauernhöfen bis zum heutigen Tag erhalten. Weitere Zeugen der Vergangenheit sind die alten Gebäude
Krüger-Schäfer-Wassum (Butze) aus dem Jahre 1672, das Backhaus von 1746 und das Pfarrhaus, das um 1650 erbaut wurde. Die Kirche als besonderes Wahrzeichen des Dorfes wurde 1843 eingeweiht. Heute besteht der Ort aus Unterdorf (ehemaliges Haufendorf) und dem neuen Oberdorf.
Frühe Schreibweisen: 1156 Vispach, um 1230/1231 Vischebach (Zuordnung umstritten), 13. Jahrhundert Steneviszpach

## Einwohnerentwicklung
Einwohnerzahlen von 1834 bis 1970 siehe.
| Jahr | Einwohnerzahl |  | Jahr | Einwohnerzahl |  | Jahr | Einwohnerzahl |  | Jahr | Einwohnerzahl |
| 1834 | 354           |  | 1846 | 409           |  | 1858 | 405           |  | 1871 | 413           |
| 1885 | 467           |  | 1905 | 529           |  | 1925 | 502           |  | 1939 | 487           |
| 1946 | 596           |  | 1956 | 626           |  | 1961 | 647           |  | 1967 | 719           |
| 1970 | 806           |  | 1998 | 1311          |  | 1999 | 1286          |  | 2000 | 1329          |
| 2001 | 1315          |  | 2002 | 1305          |  | 2003 | 1339          |  | 2004 | 1288          |
| 2005 | 1271          |  | 2006 | 1265          |  | 2013 | 1224          |  | 2020 | 1067          |

## Kultur und Sehenswürdigkeiten

### Bauwerke
Für die denkmalgeschützten Kulturdenkmäler des Ortes siehe Liste der Kulturdenkmäler in Steinfischbach.

#### Evangelische Pfarrkirche

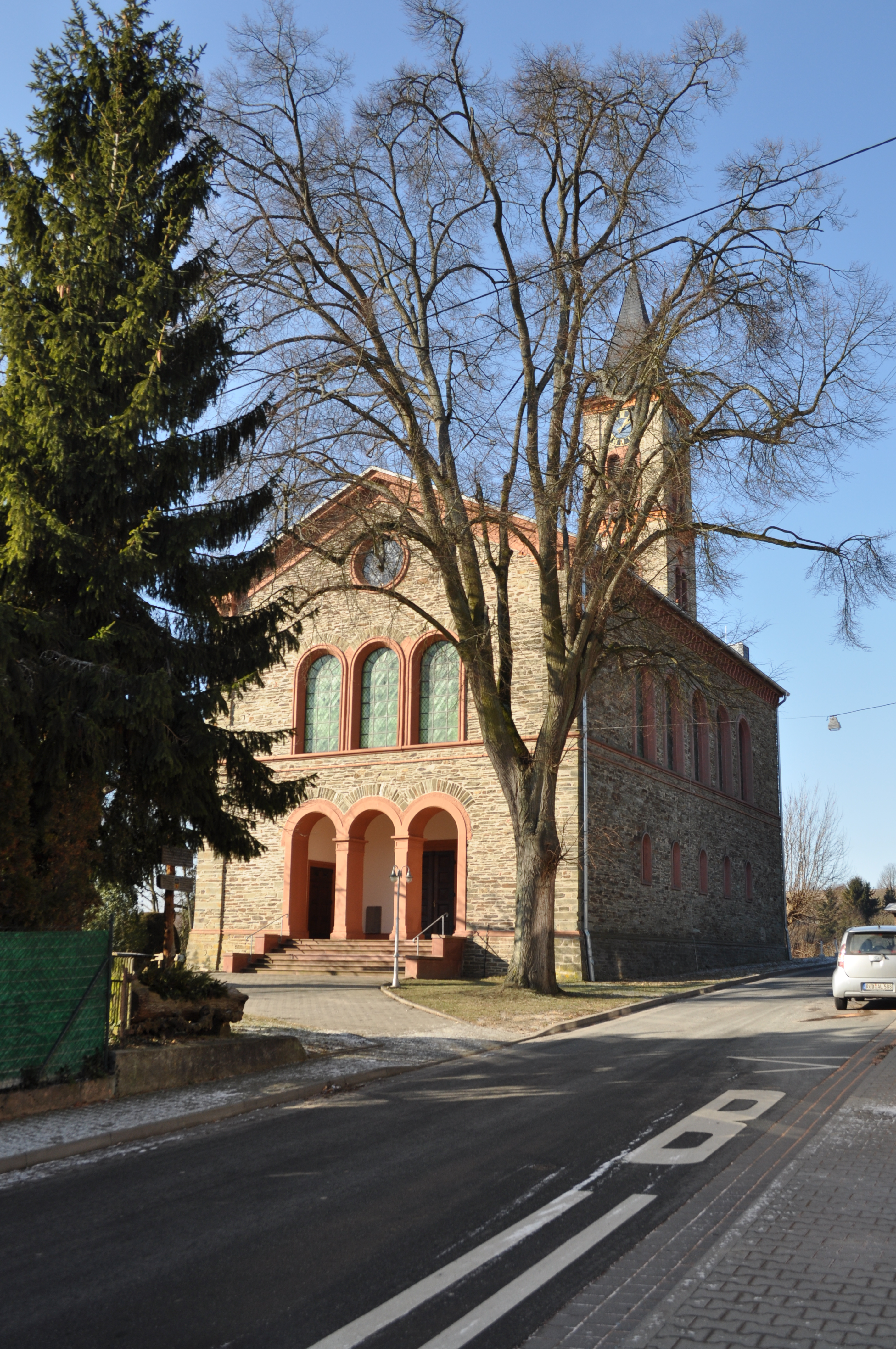
Kirche

Der klassizistische Bau aus dem Jahre 1843 ersetzte eine ältere, in der Nähe des heutigen Friedhofs befindliche Kirche. Die Ausstattung ist noch weitgehend original. Die Orgel stammt von Daniel Raßmann.
Die Kirche liegt am nordwestlichen Ortsrand in erhöhter Lage und ist von weithin sichtbar. Es handelt sich um einen klassizistischen Saalbau mit hohem, schlankem Turm. Die Fassade ist aus Bruchsteinmauerwerk ausgeführt und mit Sandstein-Werkteilen geschmückt. Innen befindet sich eine dreiseitige Empore über Stichbögen auf schlanken Pfeilern und eine Kanzel in einer Blendarkade zentral über dem Altar. In der Vorhalle befinden sich zwei Grabsteine aus dem 17. Jahrhundert.

#### Gasthaus zum Schinderhannes

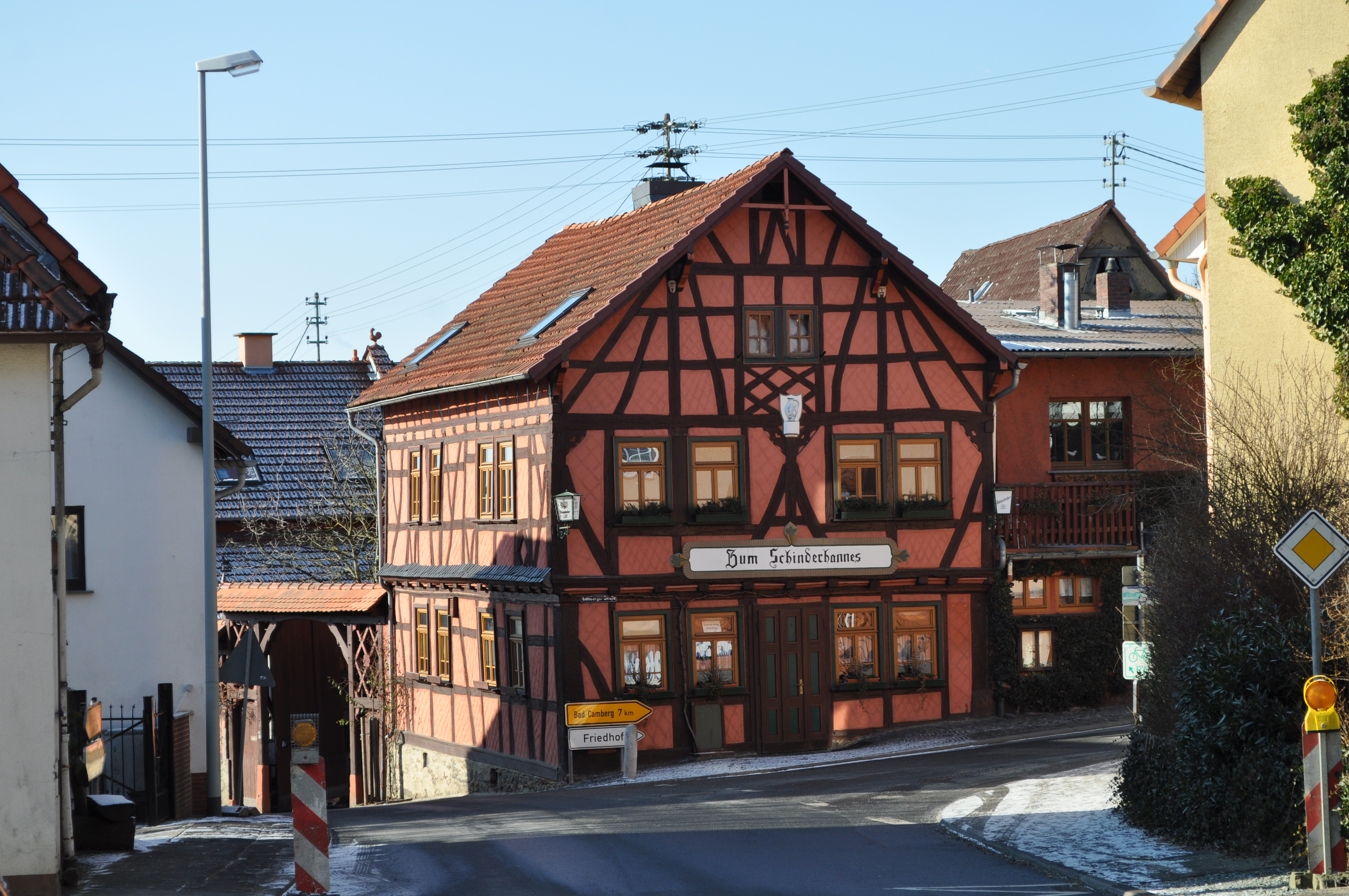
Gasthof Schinderhannes

Das Gasthaus zum Schinderhannes ist ein denkmalgeschütztes Fachwerkhaus an der zentralen Kreuzung aus Usinger-, Emser- und Camberger Straße. Das Haus wurde ursprünglich im frühen 17. Jahrhundert erbaut und in verschiedenen Epochen um- und ausgebaut. Die giebelseitigen Mannfiguren mit gebogenen Streben und geschnitzten Knaggen mit Herzmotiv und die profilierte Gebälkzone mit engliegenden Balkenköpfen und Füllhölzern gehört zu den ursprünglichen Teilen des Hauses. Das traufseitige Fachwerk wurde um 1800 ergänzt. Im späten 19. Jahrhundert wurde das Dach auf die heutige Form mit Kniestock und Überstand auf geschnitzten Streben geändert und der Torbau mit symmetrischer Vergitterung über zwei Mannpforten ergänzt. Das Haus wird heute als Gaststätte genutzt.

#### Alte Schule (Evangelisches Gemeindehaus)

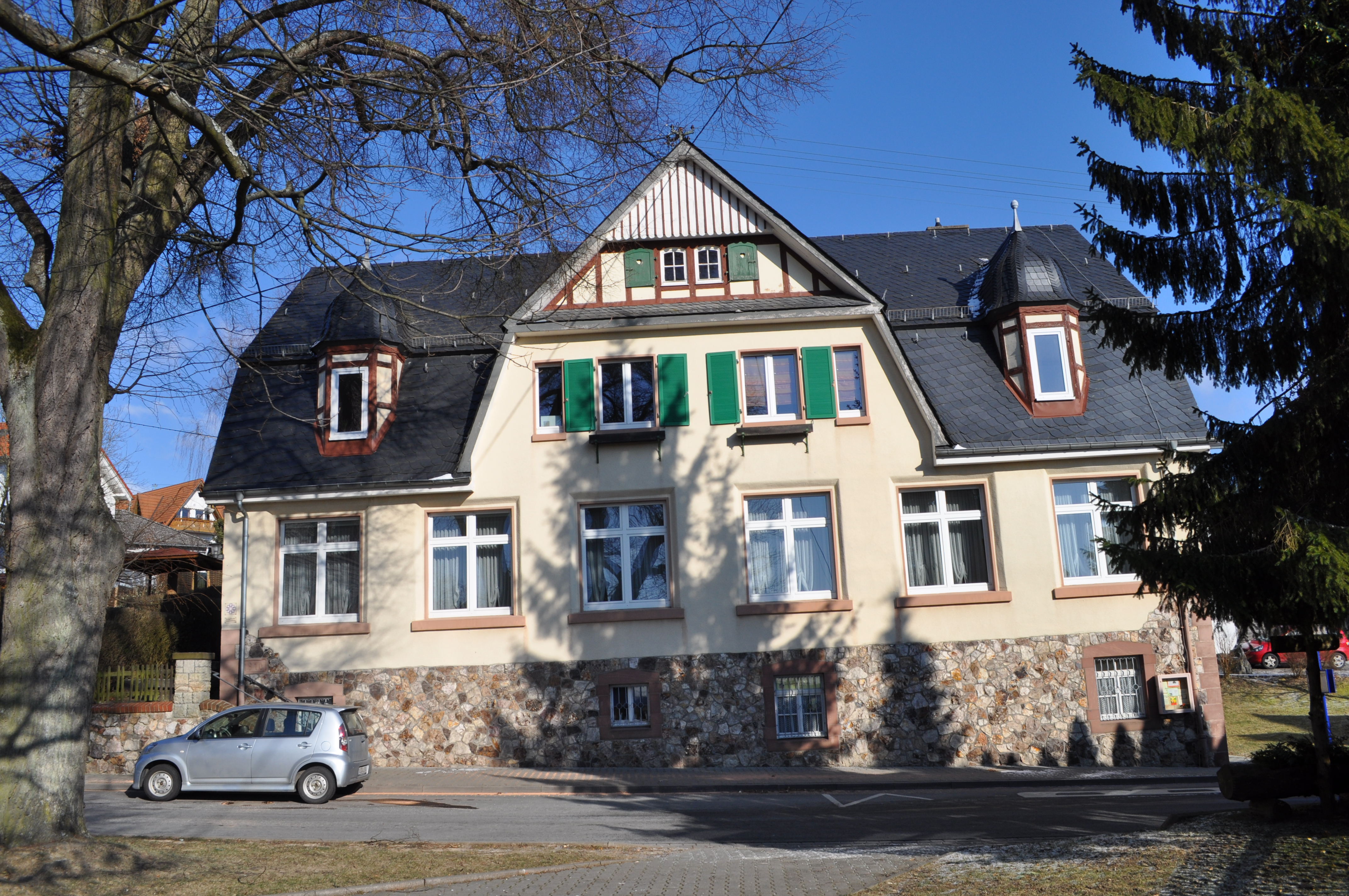
Alte Volksschule

Gegenüber der Kirche wurde 1910 die Volksschule erbaut und 1912 eingeweiht. Der Bau erfolgte im damals üblichen Landhausstil. Der untere Bereich ist als Natursteinsockel ausgelegt. Im Erdgeschoss lagen hinter einer Putzfassade die Klassenräume, der obere Teil des Hauses ist in Fachwerkweise ausgeführt. Im Rahmen der Schließung der Zwergschulen in den 1960er Jahren wurde der Schulstandort aufgegeben. 1971 ging das Haus in den Besitz der evangelischen Kirchengemeinde über und wird seitdem als evangelisches Gemeindehaus genutzt.

### Jüdische Gemeinde
Nördlich außerhalb des Ortes im Feld nahe der Landstraße gelegen befindet sich der jüdische Friedhof der ehemaligen jüdischen Gemeinde Steinfischbach. Die letzte Beerdigung fand kurz vor 1900 statt. Seit 1828 gab es eine eigene jüdische Gemeinde in Steinfischbach, die um 1840 aus zehn Personen bestand. Sie schloss sich um 1845 mit der Gemeinde in Bad Camberg zusammen. 1907 lebte nur noch eine jüdische Familie am Ort.

### Hügelgräber und Steinbrüche
Ältere Spuren, die Menschen dort hinterlassen haben, finden sich an den Hügelgräbern „Totenkopf“ und „Goldkessel“. Am „Glückstein“ und in der „Roten Steinkaut“ wurde hier früher nach Eisenerz geschürft. Auch ein Steinbruch für Mühlsteine, Straßenschotter, Pflaster- und Grenzsteine diente zum Lebenserhalt der Bevölkerung.

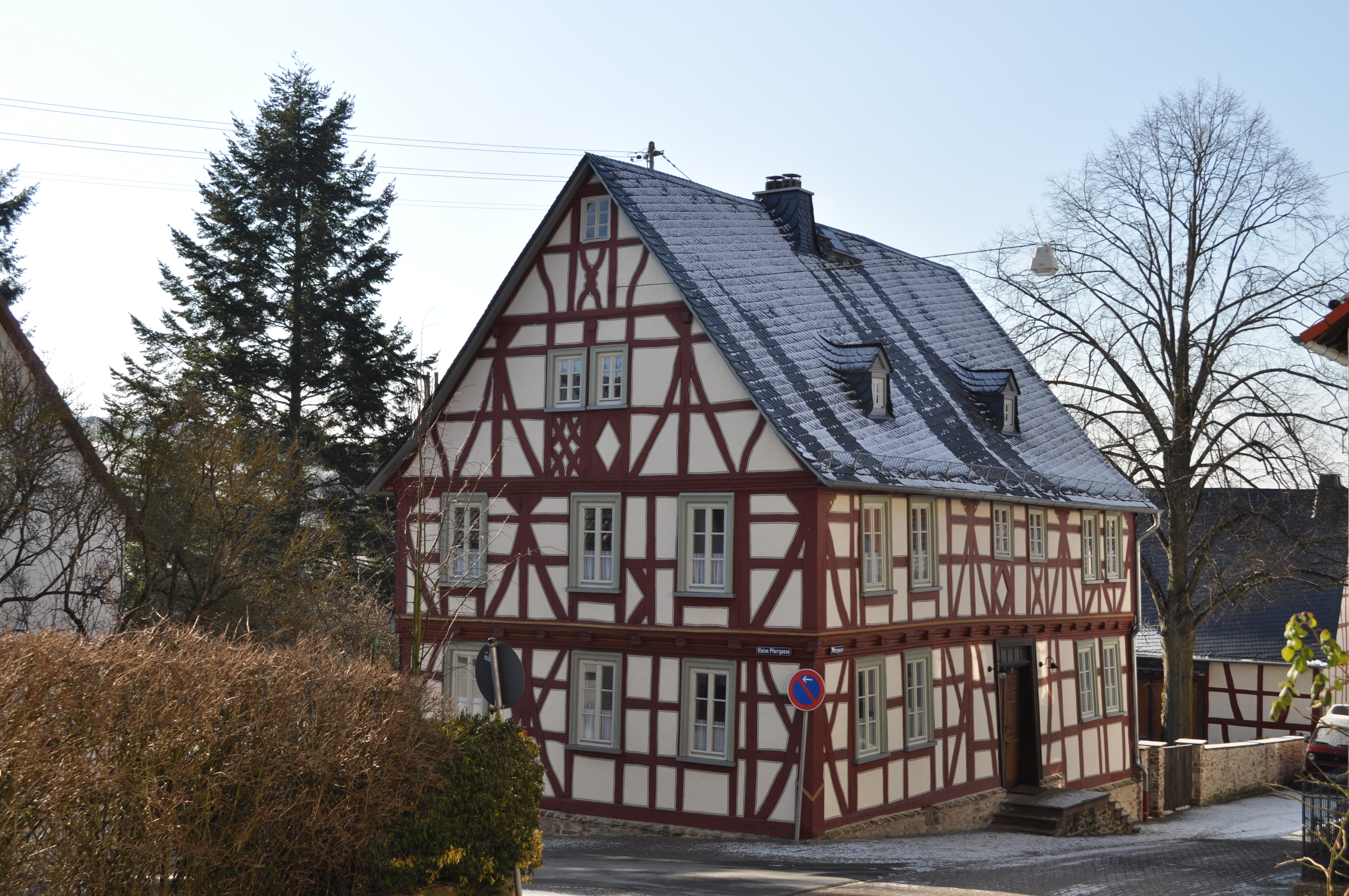
Pfarrhof
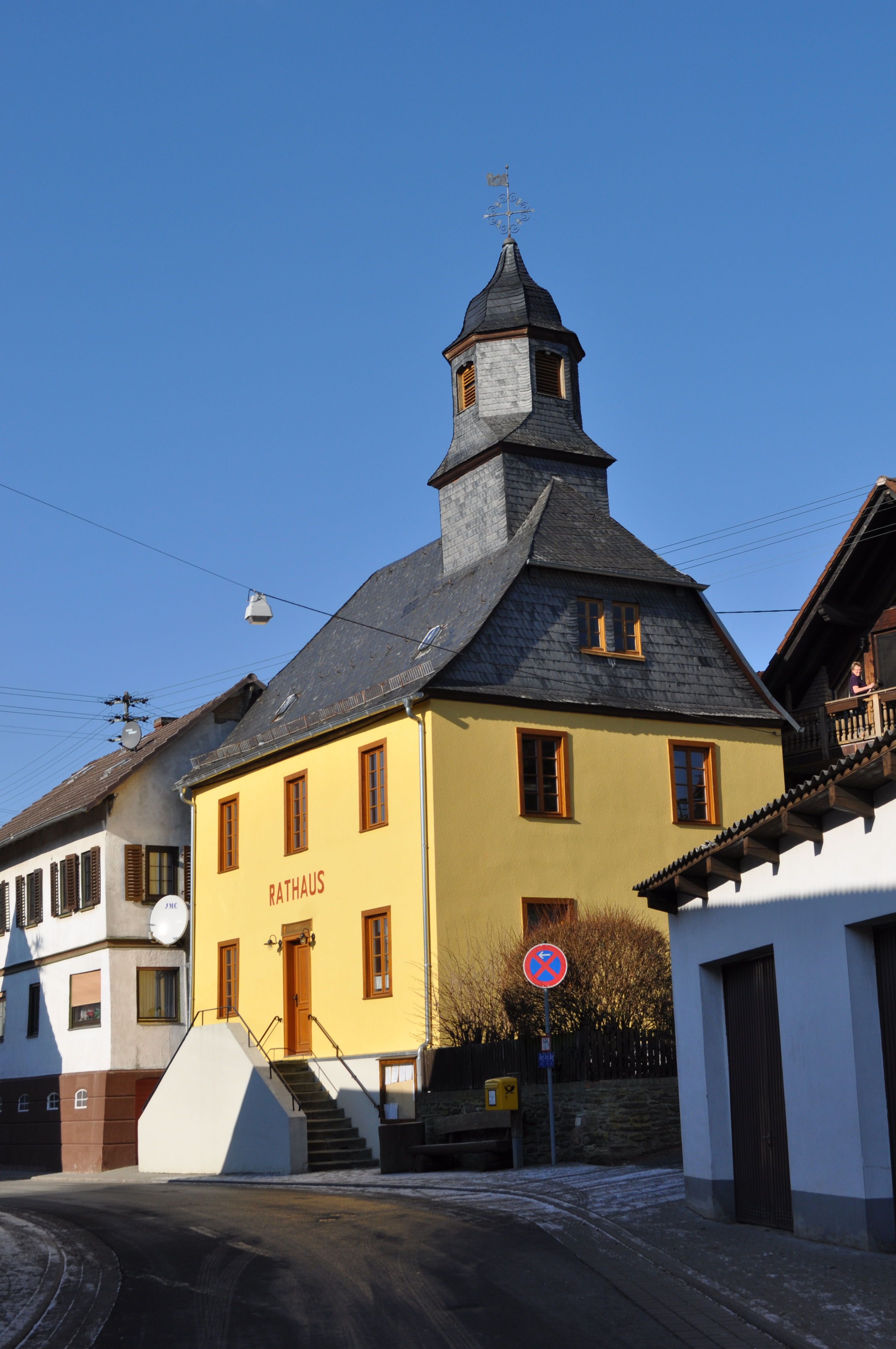
Rathaus
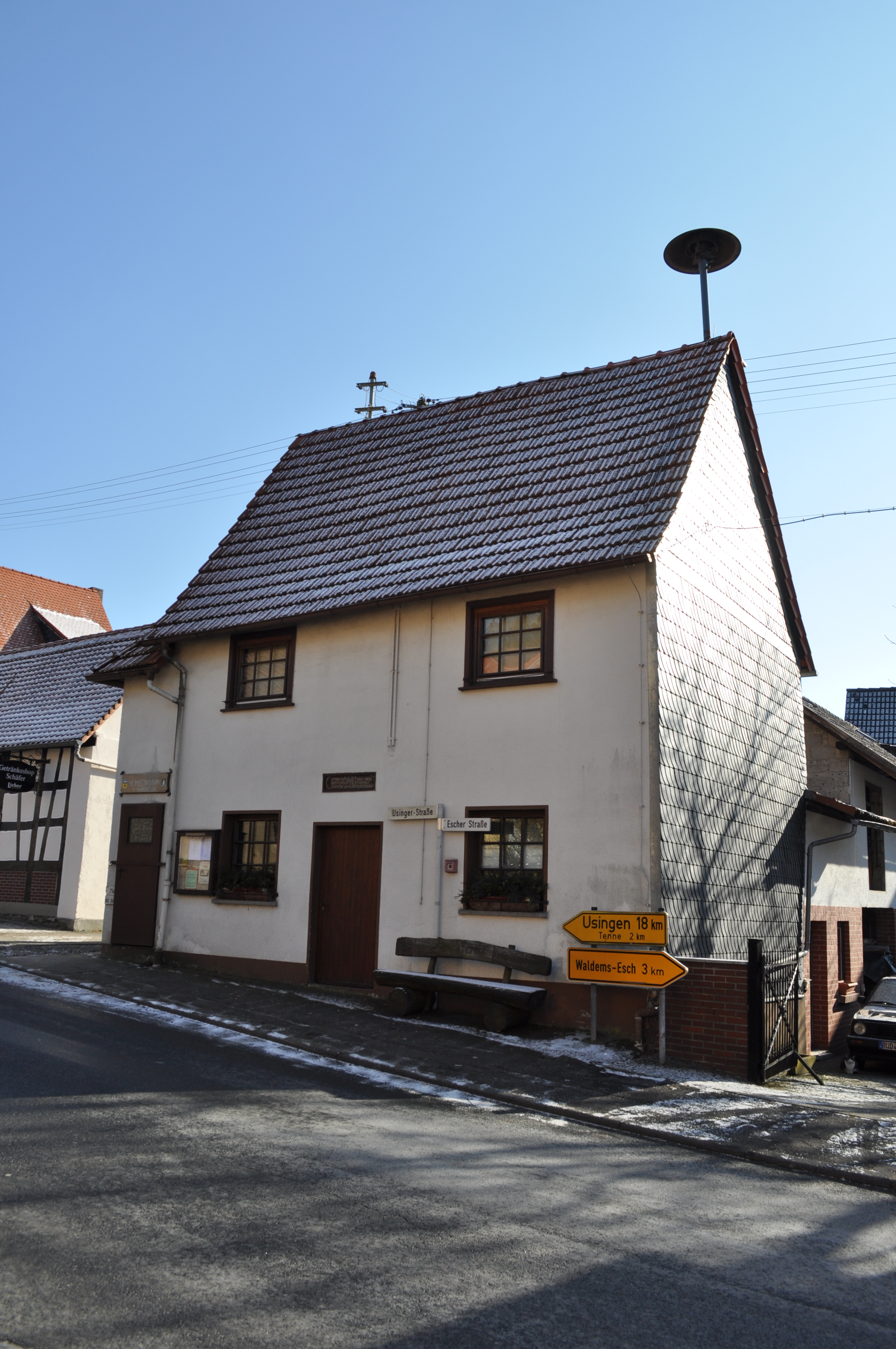
Backhaus
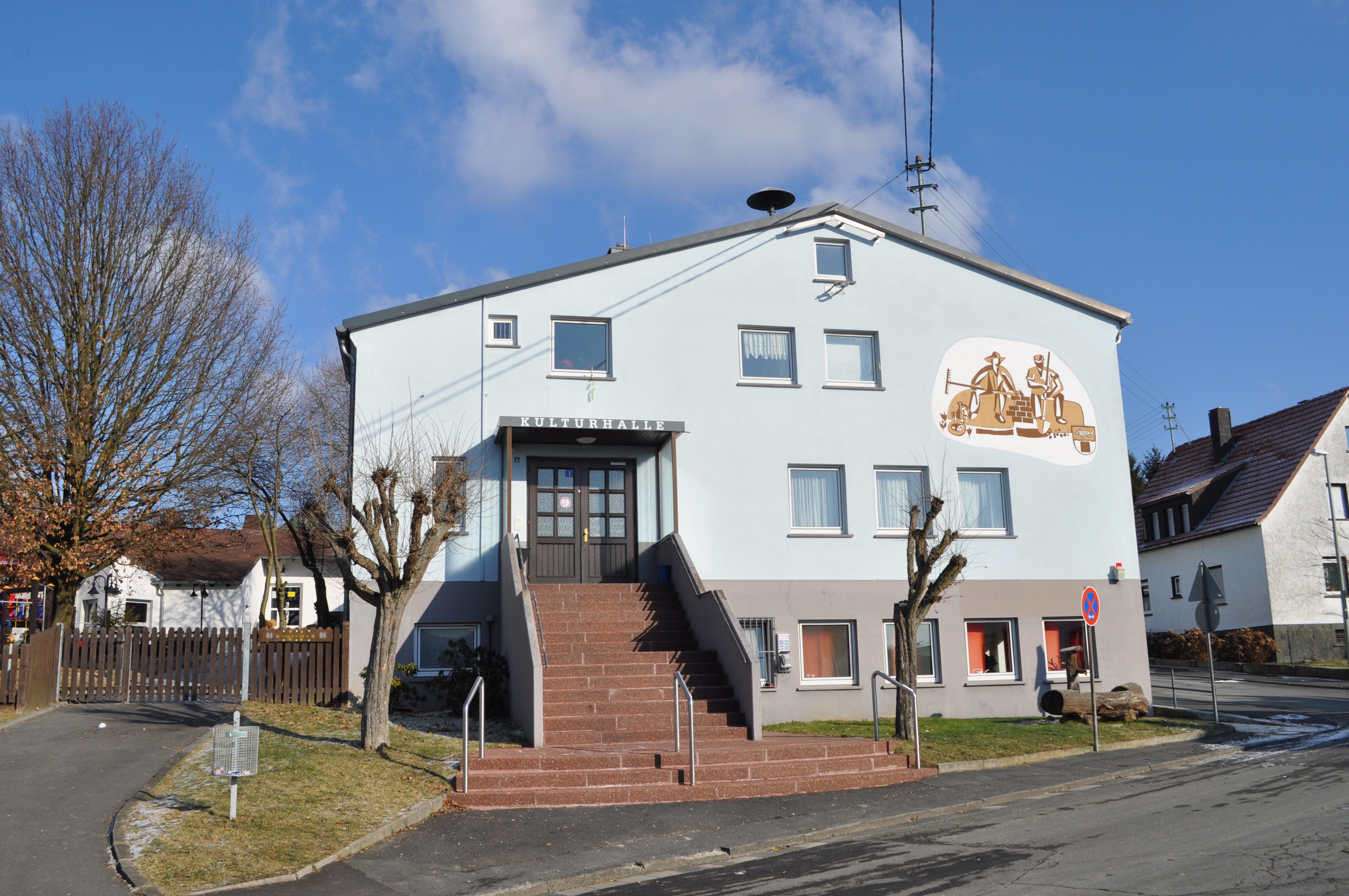
Kulturhalle
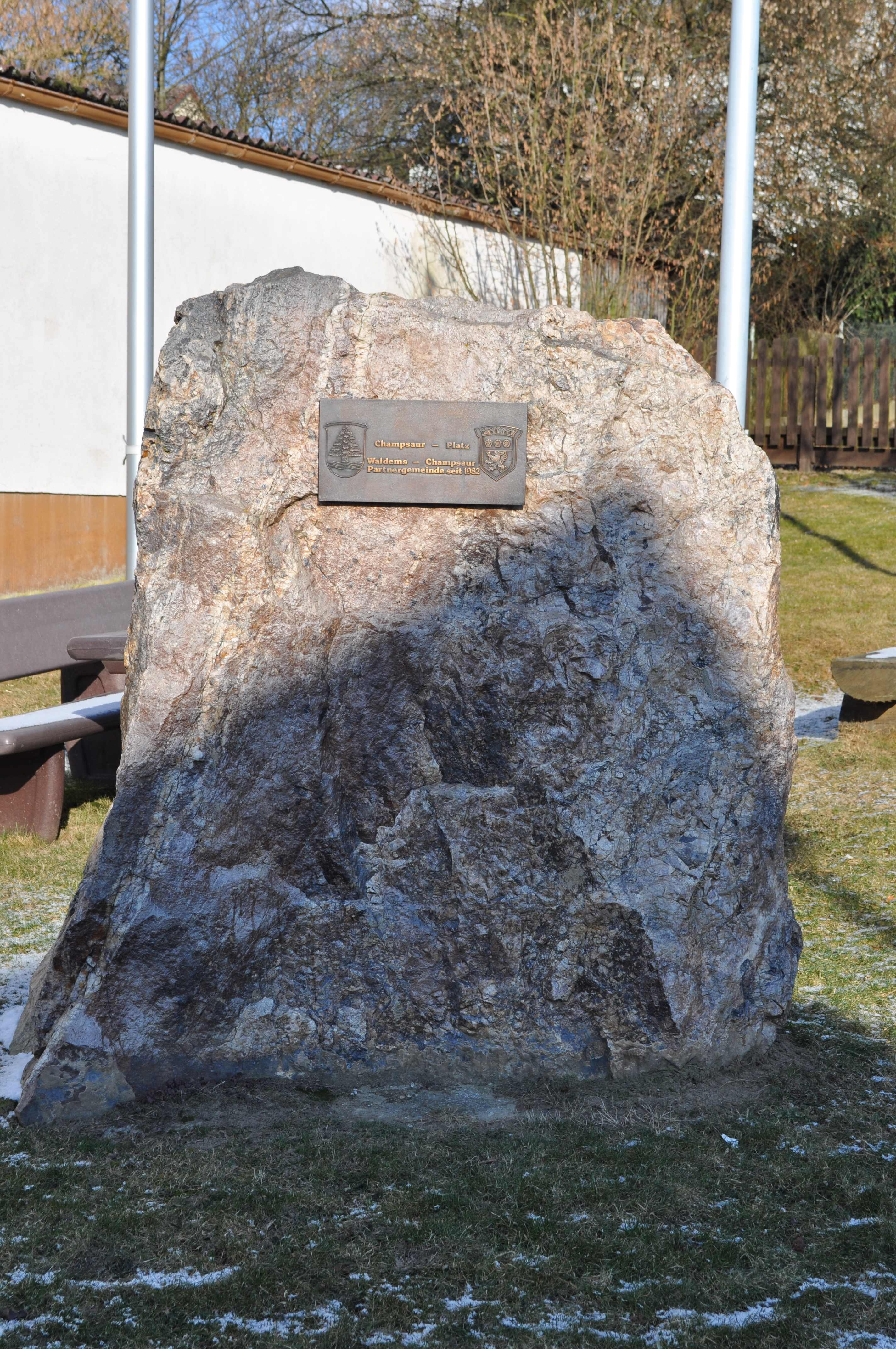
Gedenkstein Städtepartnerschaft

### Vereine
- Sängervereinigung 1861 e. V. Steinfischbach
- Turn- und Sportverein 1904 e. V. Steinfischbach
- Freiwillige Feuerwehr Steinfischbach, gegr. 1933 (seit 1971 mit Jugendfeuerwehr und 2011 mit Kinderfeuerwehr)
- Schützenverein „Falke“ Steinfischbach 1962 e. V.
- Natur- und Wanderfreunde Steinfischbach 1985 e. V.
- Chorisma Steinfischbach e. V.
- Evangelischer Singkreis Steinfischbach
- Theaterfreunde Steinfischbach

## Persönlichkeiten
- Karl Schneider (1873–1946), Bürgermeister und Mitglied des Provinziallandtages der Provinz Hessen-Nassau